# Мелия, Никанор Анзорович
Никанор (Ника) Анзорович Мелия (груз. ნიკანორ (ნიკა) ანზორის ძე მელია, род. 21 декабря 1979, Тбилиси) — грузинский юрист и политический деятель. Экс-лидер партии «Единое национальное движение». Бывший депутат парламента с 18 ноября 2016 года.

## Биография
Родился 21 декабря 1979 года в Тбилиси.
Окончил тбилисскую среднюю школу № 47. В 2002 году окончил Академию министерства государственной безопасности Грузии по специальности «правовед». В 2006 году получил степень магистра международных отношений Университета Оксфорд Брукс.
В 2002—2003 году работал следователем в министерстве государственной безопасности, в 2007—2008 годах — советником в департаменте обороны и правопорядка аппарата Совета национальной безопасности Грузии.
В 2008—2009 годах — заместитель руководителя Национального исполнительного бюро, в 2009—2010 годах — руководитель Национального исполнительного бюро. В 2010 году назначен руководителем Тбилисского исполнительного бюро Национального исполнительного бюро, а в 2010—2012 годах был председателем того же бюро.
В 2013—2014 годах — глава администрации Мтацминдского района Тбилиси. В 2014 году участвовал как кандидат в выборах мэра Тбилиси от партии «Единое национальное движение», но проиграл во втором туре Давиду Нармания.
По результатам выборов 2016 года избран депутатом парламента по списку партии «Единое национальное движение». Возглавлял фракцию с ноября 2016 года по январь 2017 года. В январе 2017 года избран председателем политического совета партии. На выборах 2020 года переизбран по партийному списку избирательного блока «Единое национальное движение — Оппозиционное объединение «Сила в единстве».
После протестов 20 июня 2019 года, когда протестующие пытались прорваться в парламент, был обвинён прокуратурой в организации группового насилия. 26 июня был лишён депутатской неприкосновенности. 27 июня суд отпустил Мелию под залог в размере 30 тысяч лари, с условием постоянного ношения электронного браслета. 1 ноября на митинге Мелия демонстративно снял браслет. Суд увеличил сумму залога ещё на 40 тысяч лари. Мелия не внёс залог. 16 февраля 2021 года парламент лишил Мелию депутатского иммунитета. 17 февраля Тбилисский городской суд изменил меру пресечения с залога на предварительное заключение. 18 февраля из-за разногласий с однопартийцами по поводу решения об аресте Мелии ушёл в отставку премьер-министр Георгий Гахария. В связи с его отставкой задержание Мелии было приостановлено. 22 февраля премьером стал Ираклий Гарибашвили и 23 февраля в результате спецоперации и штурма офиса партии «Единое национальное движение» Никанор Мелия арестован. Европейский союз внёс залог за Нику Мелия и 10 мая Тбилисский городской суд освободил его.
На выборах местного самоуправления 2021 года баллотировался в мэры Тбилиси, по официальным итогам потерпел поражение. Сочтя выборы сфальсифицированными, отказался признавать их итоги..

## Личная жизнь
Холост.